# Chibesa Kankasa
Chibesa Kankasa, souvent connue sous le nom de Mama Kankasa, née en 1936, morte en 2018, a été une combattante pour l’indépendance et contre la colonisation, puis une femme politique zambienne.

## Biographie
Chibesa Kankasa est née le 23 mars 1936 à Chinsali, à l’époque située en Rhodésie du Nord. Elle est la sixième enfant de Yotam Chibesakunda, un charpentier, et de Chilufya Mununga Mutale Chibwe. En 1941, ses parents déménagent à Chalimbana, puis à Kitwe. Elle  fréquente un pensionnat pour filles de Mingolo, puis étudie pour devenir assistante sociale, se spécialisant dans les affaires matrimoniales et de délinquance juvénile. Elle travaille comme assistante sociale de 1951 à 1961.
Elle épouse Timothy Kansasa en 1952. À la fin des années 1950, Chibesa Kankasa et son mari s'engagent activement dans la lutte pour l'indépendance contre les forces coloniales britanniques, et leur maison devient un lieu de rencontre pour les combattants : « J'avais l'habitude de cuisiner pour eux tous, le Dr Kenneth Kaunda et d'autres, et c'est ainsi qu'ils ont commencé à me surnommer The National Cook [la cuisinière nationale] ».
Le 24 octobre 1964, la Rhodésie du Nord accède à l’indépendance. Le pays adopte le nom de Zambie, en hommage au fleuve Zambèze. Après l’indépendance, la Zambie est gouverné par l’UNIP qui se  rapproche du bloc de l’Est et met en place à partir de 1972 un régime de parti unique. Chibesa Kansasa devient présidente de la Ligue des femmes au sein du Parti uni de l'indépendance nationale (UNIP), cherche à promouvoir les droits des femmes et développe des soutiens avec des organisations féministes à l’international,. En 1972, elle est nommée au comité central de l'UNIP, dont elle est la première femme membre.
Elle est créditée par sa contemporaine Betty Chilunga de l'introduction d'un congé de maternité payé pour les mères qui travaillent. Elle aurait également poussé le gouvernement zambien à commencer à commémorer la Journée internationale de la femme.
Kansasa devient le premier haut-commissaire zambien au Kenya, poste qu'elle occupe en 1991, lorsque l'UNIP est chassé du pouvoir. Elle est rappelée six mois plus tard et se retire de la vie politique.
En 2002, Kankasa reçoit l'Ordre de l'Aigle de Zambie. Elle meurt dans un hôpital de Johannesbourg, en Afrique du Sud, le 29 octobre 2018. Le président Edgar Lungu décrète des funérailles nationales.